# Ambassade de France en Irlande
L'ambassade de France en Irlande est la représentation diplomatique de la République française en Irlande. Elle est située à Dublin, la capitale du pays, et son ambassadrice est, depuis 2024, Céline Place.

## Ambassade

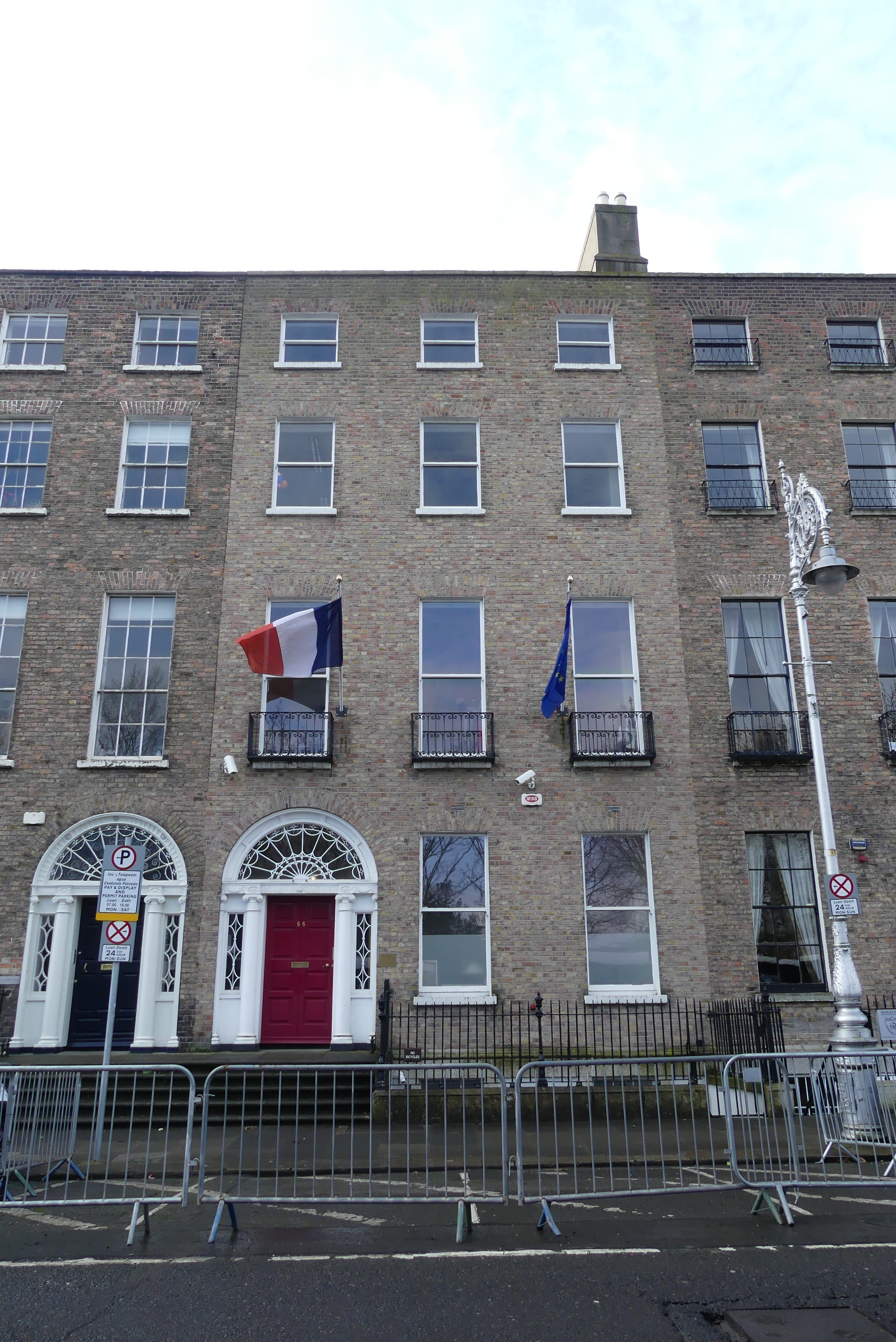

L'ambassade est située depuis mars 2015 au 66, Merrion Square à Dublin. L'entrée du public se fait par le 66, Fitzwilliam Lane. Elle accueille aussi une section consulaire.

## Histoire

### Histoire de la représentation française en Irlande
La légation de France dans l’État libre d’Irlande a été créée en 1930, et fut provisoirement installée au château de Leixlip dans le comté de Kildare. La légation, ainsi que les services de la chancellerie et du consulat, ont été transférés au 53, Ailesbury Road dès 1931. La représentation diplomatique française, devenue une ambassade en 1950, fut ensuite transférée au 36, Ailesbury Road en 1967, avant d'être installée en 2015 au 66, Merrion Square, dans un immeuble géorgien construit autour de 1780. L'implantation abrite la chancellerie, les services culturel et économique, Business France, ainsi que la section consulaire (dans un bâtiment annexe dit des "Mews" dont l'entrée est au 66, Fitzwilliam Lane).
L'ancienne ambassade du 36, Ailesbury Road est une maison historique par le rôle qu'elle a joué dans la lutte de l'Irlande pour son indépendance. Elle fut construite en 1920 par Nell Humphreys, sœur du commandant O'Rahilly, l'un des Volontaires irlandais. La demeure accueillit en cachette bon nombre de leaders irlandais républicains en lutte pour l'indépendance, dont Éamon de Valera, Arthur Griffith et Michael Collins. La cachette finit cependant par être découverte le 4 novembre 1922.

### Histoire de la résidence
Le bâtiment qui abrite la Résidence de France au 53, Ailesbury Road, a été commandée en 1883 par la famille Bustard. Elle fut dessinée par l'architecte Alfred Gresham Jones, à qui l'on doit également le Davenport Hotel ou le National Concert Hall à Dublin. Achevée en 1885, elle fut baptisée Mytilene. La famille Bustard revendit la maison en 1926, et l’État français la racheta en 1930 pour y établir la légation française.
D'une architecture différant des autres maisons présentes sur Ailesbury Road, la Résidence est construite en brique blanche, dans laquelle des motifs en brique noire et une frise en pierre de rosette ont été insérés. Elle renferme une vingtaine de pièces sur 3 niveaux, et elle est entourée d'un parc boisé.
Ailesbury Road, rue résidentielle du sud-est de Dublin créée au XIXe siècle et nommée en hommage au marquis d'Ailesbury, était la plus longue rue rectiligne de la ville. Les maisons y ont été construites dans un style uniforme, mais non dépourvu de créativité architecturale. Les briques rouges et le granit, composants principaux des édifices, ont ainsi été utilisés de façons diverses.

## Ambassadeurs de France en Irlande
| De   | À    | Ambassadeur                       |
| ---- | ---- | --------------------------------- |
| 1930 | 1933 | Charles Alphand                   |
| 1933 | 1938 | Pierre Guerlet                    |
| 1938 | 1940 | Jules-François Blondel            |
| 1940 | 1944 | Marie-François de Laforcade       |
| 1944 | 1946 | Jean Rivière                      |
| 1946 | 1951 | Stanislas Ostroróg                |
| 1951 | 1955 | Lucien Félix                      |
| 1955 | 1960 | Jacques de Blesson                |
| 1960 | 1964 | Jacques-Émile Paris (de)          |
| 1964 | 1969 | Roger Robert du Gardier           |
| 1969 | 1974 | Emmanuel d'Harcourt               |
| 1974 | 1977 | Pierre de Menthon                 |
| 1977 | 1980 | Jacques Dupuy                     |
| 1980 | 1982 | Jacques de Folin                  |
| 1982 | 1985 | Jean Batdebat                     |
| 1985 | 1988 | Bernard Guitton                   |
| 1988 | 1990 | Jean-Max Bouchaud                 |
| 1990 | 1992 | Michel Combal                     |
| 1992 | 1997 | François Mouton                   |
| 1997 | 2001 | Henri Benoît de Coignac           |
| 2001 | 2003 | Gabriel de Regnauld de Bellescize |
| 2003 | 2004 | Yannick Gérard                    |
| 2004 | 2007 | Frédéric Grasset                  |
| 2007 | 2010 | Yvon Roe d'Albert                 |
| 2010 | 2013 | Emmanuelle d'Achon (d)            |
| 2014 | 2017 | Jean-Pierre Thébault (tr)         |
| 2017 | 2020 | Stéphane Crouzat                  |
| 2020 | 2024 | Vincent Guérend (d)               |
| 2024 | auj. | Céline Place                      |

## Relations diplomatiques
Si les relations entre la France et l'Irlande ont officiellement commencé en 1922, lors de l'indépendance de l'État libre d'Irlande, ce n'est qu'en juillet 1930 que la légation de France a été créée. Après la proclamation de la république d'Irlande, la légation fut élevée en ambassade, en 1950.

## Consulat

### Communauté française
Le nombre de Français établis en Irlande est estimé à 25 000, demeurant en majorité à Dublin et ses environs. Au 31 décembre 2019, 10 505 Français sont inscrits sur les registres consulaires en Irlande.
| 2001  | 2002  | 2003  | 2004  |
| ----- | ----- | ----- | ----- |
| 3 980 | 4 720 | 5 664 | 6 091 |

| 2005  | 2006  | 2007  | 2008  |
| ----- | ----- | ----- | ----- |
| 6 669 | 8 258 | 7 236 | 8 448 |

| 2009  | 2010  | 2011  | 2012  |
| ----- | ----- | ----- | ----- |
| 8 651 | 8 589 | 8 881 | 8 980 |

| 2013  | 2014  | 2015  | 2016   |
| ----- | ----- | ----- | ------ |
| 8 310 | 8 735 | 9 089 | 10 161 |

| 2017   | 2018   | 2019   | 2020   |
| ------ | ------ | ------ | ------ |
| 10 723 | 10 889 | 10 505 | 10 417 |

Le graphique qui aurait dû être présenté ici ne peut pas être affiché car il utilise l'ancienne extension Graph, désactivée pour des questions de sécurité. Des indications pour créer un nouveau graphique avec la nouvelle extension Chart sont disponibles ici.

### Circonscriptions électorales
Depuis la loi du 22 juillet 2013 réformant la représentation des Français établis hors de France avec la mise en place de conseils consulaires au sein des missions diplomatiques, les ressortissants français de l'Irlande élisent pour six ans quatre conseillers consulaires. Ces derniers ont trois rôles :
1. ils sont des élus de proximité pour les Français de l'étranger ;
2. ils appartiennent à l'une des quinze circonscriptions qui élisent en leur sein les membres de l'Assemblée des Français de l'étranger ;
3. ils intègrent le collège électoral qui élit les sénateurs représentant les Français établis hors de France.

Pour l'élection à l'Assemblée des Français de l'étranger, l'Irlande représentait jusqu'en 2014 une circonscription électorale dont le chef-lieu était Dublin et désignait un siège. L'Irlande appartient désormais à la circonscription électorale « Europe du Nord » dont le chef-lieu est Londres et qui désigne huit de ses 28 conseillers consulaires pour siéger parmi les 90 membres de l'Assemblée des Français de l'étranger.
Pour l'élection des députés des Français de l’étranger, l'Irlande dépend de la 3e circonscription.